# Herrlisheim-près-Colmar
 Herrlisheim-près-Colmar (en alsacià Herrlese) és un municipi francès, situat a la regió del Gran Est, al departament de l'Alt Rin. L'any 2004 tenia 1.615 habitants.

## Demografia
| 1962 | 1968 | 1975  | 1982  | 1990  | 1999  |
| ---- | ---- | ----- | ----- | ----- | ----- |
| 751  | 938  | 1.092 | 1.518 | 1.509 | 1.586 |

## Administració
| Període   | Identitat            | Partit |
| --------- | -------------------- | ------ |
| 1959-1995 | Pierre Buscheck      |        |
| 1995-2001 | Francois Thomann     |        |
| 2001-2008 | Jean-François Willem |        |
| 2008-     | Gérard Hirtz         |        |